# Rumeni jopiči (Slovenija)
Rumeni jopiči so slovenska desničarska skupina. 
Rumeni jopiči so se v javnosti prvič pojavili junija 2020, ko so se kot proti-protestniki in podporniki vlade Janeza Janše udeležili protivladnih protestov na Prešernovem trgu v Ljubljani. Več udeležencev prvega shoda Rumenih jopičev je bilo nato povezanih z neonacizmom. Rumeni jopiči so bili prisotni tudi na več kasnejših protestih kot proti-protestniki ali pa pomešani med množico (pri čemer so poskušali med protestniki identificirati in izpostaviti nekatere udeležence). Leta 2021 so rumeni jopiči na Prešernovem trgu ponovno zmotili protivladni shod, pri čemer so onemogočili izvajanje protivladne protestne prireditve; zaradi napetosti med skupinama in možnosti za množične nerede je policija odvedla in pridržala skupino rumenih jopičev, kar je privedlo do nekaterih očitkov o neenaki obravnavi in kratenju pravic rumenih jopičev, glede ravnanja policije pa je bil na zahtevo generalnega direktorja izveden notranji nadzor, ki pa ni ugotovil večjih nepravilnosti. 
Nacionalna tiskovna agencija (medij, povezan z rumenimi jopiči) je rumene jopiče opisala kot nestrankarsko metapolitično aktivistično skupino. Glede na navedbe več medijev je SOVA v vrstah rumenih jopičev identificirala člane neonacistične skupine Blood & Honour kot tudi člane tujih ekstremističnih skupin. Pripadnik rumenih jopičev, ki je nastopal kot vodja rumenih jopičev, se je protesta proti izenačitvi pravic istospolnih parov udeležil v majici z napisom Blood & Honour. Vrste rumenih jopičev sestavljajo tudi člani športnih navijaških skupin. SOVA je v poročilu leta 2021 navedla ugotovitev, da sta rumene jopiče organizirali slovenski neonacistični skupini Blood & Honour Slovenia in Narodni blok kot protiutež protivladnim protestom.
Rumeni jopiči so v objavah na svojem Twitter profilu večkrat izražali odobravanje rabe nasilja zoper svoje politične nasprotnike in pozivali k ustanovitvi paravojaške grupacije oz. novega domobranstva. Vidnejši predstavnik rumenih jopičev in simpatizer neonacizma je na Twitterju izrazil željo po pokolu protivladnih protestnikov. Pripadnik rumenih jopičev, ki se je izpostavljal kot govorec skupine in ga več virov označuje za simpatizerja neonacizma, je bil leta 2012 vpleten v fizični napad na protestnika med protesti proti drugi vladi Janeza Janše; po navedbah očividca je tedaj tudi napovedal sodelovanje v organiziranih izgredih, ki jih je kmalu po tem na protestu proti 2. vladi Janeza Janše zagrešila organizirana skupina nasilnežev in s tem povzročila razpustitev protivladnega shoda in več poškodovancev.

## Zgodovina

### 24. junij 2020: Prisotnost na protestniški alternativni proslavi dneva državnosti
Junija leta 2020 se je ljubljanskega protivladnega protesta udeležila skupina približno 30 provladnih proti-protestnikov v rumenih jopičih s plakatom in transparenti s proti-anarhistično vsebino. Skupina je protivladni protest motila s hrupom in vzklikanjem provokativnih in žaljivih gesel (med drugim »smrt komunistom«). Zaradi napetosti med skupinama je policija med njimi ustvarila živi zid. Nekateri pripadniki rumenih jopičev so nosili oblačila in obutev ter imeli tetovaže, povezane s skrajno desnico oz. neonacizmom oz. gibanjem Generacija identitete. Eden izmed proti-protestnikov je med protestom iztegnil roko v nacistični pozdrav. Rumeni jopiči so po svojem shodu objavili fotografije, na katerih so iz svojih oblačil zabrisali napise znamk oblačil, ki so priljubljena med simpatizerji neonacizma.

#### Povezave Rumenih jopičev z neonacizmom
Kasnejša raziskava javno dostopnih fotografij Rumenih jopičev je med njihovimi vrstami identificirala 8 udeležencev s povezavami z neonacizmom; nekateri so bili med drugim tudi povezani s člani slovenske izpostave neonacistične skupine Blood & Honour oz. so bili sami vodilni člani Blood & Honour. Kot privrženec neonacizma (sicer tudi bivši vodja skupine Tukaj je Slovenija) je bil prepoznan tudi član rumenih jopičev, ki se je v medijih izpostavljal kot govorec organizacije. Eden izmed prepoznanih neonacistov se je politično udejstvoval v stranki SDS, v okviru katere je leta 2014 tudi kandidiral na lokalnih volitvah.

### Junij 2020-maj 2021: Aktivnosti ob protivladnih protestih in ostale dejavnosti
Pozivi rumenih jopičev k pridružitvi
Rumeni jopiči so po protestu v objavah na družabnih omrežjih Facebook in Twitter pod naslovom »Kontrarevolucija se je začela« pozvali širšo javnost, naj se jim pridruži v mirnem proti-protestu proti »rdeči drhali« na naslednjem petkovem protivladnem protestu v Ljubljani. Rumene jopiče so promovirali predvsem mediji blizu SDS. Njihov poziv h »kontrarevoluciji« so po-objavili tudi na Nova24TV, kjer so objavili tudi ekskluziven intervju z vodjo proti-protestnikov, ki je glede tveganja za nasilen obračun med množicama povedal: »Če so nas hoteli napasti, ne vemo, zakaj so se opogumili šele, ko se je med nas in njih postavila policija. Anarhisti in Antifa pa so še kljub policijskemu kordonu raje ostali na razdalji daljši od dometa človeških rok. V bistvu so nas razočarali, saj so nas provocirali samo upokojenci.« V intervjuju je tudi pozval javnost k udeležbi prihajajočih proti-protestov, ki jih RJ načrtujejo na istem kraju in ob istem času kot protivladne proteste. Oba prispevka s pozivi k udeležbi je na Twitterju delil premier Janša. Nova24TV je predstavnika gostovala tudi v televizijskem studiu.
Shodi rumenih jopičev ob protivladnih protestih
3. julija je nekaj deset rumenih jopičev v Ljubljani organiziralo shod, ki se je pričel na Prešernovem trgu, potekal mimo parka slovenske reformacije in stavbe Radiotelevizije Slovenija ter se končal Trgu republike. Shod rumenih jopičev je vseskozi potekal v spremstvu policije. Rumeni jopiči so kot zahteve izpostavili vojsko na mejah in ukinitev RTV. Skupina osmih rumenih jopičev se je tudi v Mariboru sprehodila mimo Trga svobode, kjer je prav tako potekal protivladni protest. Protivladni protestniki so v Ljubljani svoj istodnevni shod poimenovali »Protest proti fašizmu, nacionalizmu in rasizmu«; na svojem shodu so med drugim vzklikali geslo »Cela Ljubljana sovraži fašiste« in povzdvignili transparente, ki so prikazovali prečrtano rumeno svastiko na modrem ozadju; večji transparent s prečrtano svastiko so tudi razgrnili na tleh trga republike. Predstavniki protivladnih protestniških organizacij so shod rumenih jopičev obsodili in izpostavili njihove povezave z neonacizmom in vladajočo SDS: »[...] Smo torej v trenutku, ko se neonacistične tolpe z jasnim ciljem provokacije in eskalacije postavijo v bran vladajoči koaliciji«.
11. julija se je okoli 40 rumenih jopičev ponovno v spremstvu policije sprehodila od Prešernovega trga do Trga republike. Protivladni protestniki so ponovno razvili večji transparent, ki je upodabljal prečrtano rumeno svastiko.
Rumeni monitoring
17. julija so rumeni jopiči sporočili, da zaradi poslabšanja epidemije koronavirusa ne bodo več organizirali shodov, temveč se bodo pomešali med množico protivladnih protestnikov in tako poskušali razkriti identitete določenih potencialnih udeležencev protivladnih protestov. Nekateri pravni stokovnjaki so namen takšnega slikovnega snemanja (slikanje oz. snemanje posameznikov z izrecnim namenom posega v zasebnost posameznikov zaradi političnega udejanjanja, čeprav se ti javno ne izpostavljajo) ocenili najmanj kot sporno in potencialno kot kaznivo.
Sklep ljubljanskega mestnega sveta o zbiranju nacionalističnih organizacij
Oktobra leta 2020 je ljubljanski mestni svet sprejel sklep o nezaželenosti zbiranja »paravojaških milic in nacionalističnih organizacij« v občini. Članica kluba svetnikov stranke Levica, ki je sklep pripravila, je kot povod za pripravo sklepa izpostavila tudi rumene jopiče.
Shod rumenih jopičev na AKC Metelkovi
Februarja leta 2021 se je na območju AKC Metelkova zbrala skupina okoli 20 pripadnikov Rumenih jopičev in razvila transparent s pozivom za porušenje Metelkove. Skupina se je ob prihodu policije razbežala. Poziv RJ k rušenju Metelkove je kasneje obsodila Mestna občina Ljubljana. Ko je dan kasneje na območje Metelkove prispela večja skupina policistov, ki so zaradi prepovedi javnega zbiranja zaradi epidemije koronavirusa preverili morebitno prisotnost skupin protestnikov, so Rumeni jopiči po spletu razširili lažno novico, da so policijo poklicali uporabniki Metelkove, ki so delavce Snage v odsevnih jopičih zamenjali za Rumene jopiče.

### 25. junij 2021: Prisotnost na protestniški alternativni proslavi ob dnevu državnosti
Junija leta 2021 so kot leto poprej privrženci Rumenih jopičev zmotili protivladno protestno alternativno proslavo na dan državnosti, ki so se je med drugim udeležili tudi nekateri opozicijski politiki. V neposredni bližini je sočasno potekala tudi uradna državna proslava, ki se jo je udeležil državni vrh in nekateri tuji državniki, zaradi česar je bilo območje pod poostrenim policijskim nadzorom. Skupina Rumenih jopičev se je pred začetkom alternativne prireditve (a po začetku shoda) prerinila skozi množico in povzpela na podnožje Prešernov spomenika, ki je kasneje služil kot oder za nastopajoče in kjer je bilo postavljeno ozvočenje, pri čemer so rumeni jopiči iz Prešernovega spomenika izrinili nekatere udeležence shoda. Tam so tudi razvili transparent z zapisom verza hrvaškega pevca Marka Perkoviča - Thompsona. Prišlo je do prerivanja med skupinama, rumeni jopiči so z nekaterimi udeleženci protesta tudi fizično obračunavali. Policija je med skupinama vzpostavila živi zid. Govorec protestniške prireditve je policijo pozval, naj provokatorje odstrani, sicer bodo »neonacistično sodrgo« odstranili protestniki sami. Policija je za tem provokatorje tudi res prisilno odvedla in pridržala. Pridržanih je bilo 13 pripadnikov rumenih jopičev. Eden izmed pridržanih rumenih jopičev je imel na telesu vidno tetovažo neonacističnega slogana »white pride«. Med pridržanimi rumenimi jopiči naj bi bila tudi novinar Nacionalne tiskovne agencije in član Društva za promocijo tradicionalnih vrednot. Pri enemu od pridržanih je policija odkrila tudi električni paralizator, vgrajen v svetilko.
Odzivi Rumenih jopičev
Rumeni jopiči so v izjavi za javnost navedli, da so bili na dogodku mirni in defenzivni, da so bili pred prisilno odstranitvijo večkrat napadeni in da jim je bil ukraden transparent; vse to pa naj bi bilo razvidno iz videoposnetkov dogajanja, dostopnih na spletu. Policija bi po mnenju RJ morala namesto njih aretirati protivladne protestnike, ker da so bili nasilni in varnostno tveganje. Izrazili so tudi ogorčenje nad trajanjem policijske preiskave, ker "saj so zadeve jasne". V izjavi so RJ od policije zahtevali, da razrešijo odgovornega za povelje o odvedbi RJ iz dogodka, ustavijo vse prekrškovne postopke zoper aretirane "borce" in da policija poda javno opravičilo. Prav tako so napovedali vložitev odškodninskega zahtevka zaradi nezakonitega pridržanja in prekomerne uporabe sile. RJ so policiji prav tako očitali grobo ravnanje zaradi pretesnih vezic na rokah, eden izmed pridržanih RJ pa je policistu očital, da je pri preiskavi njegove denarnice policist našel in neprimerno komentiral njegove strankarske in društvene članske izkaznice.
28. junija je eden izmed RJ podal kazenski ovadbi zoper vidna člana protivladnega protestniškega gibanja. Zoper eno osebo je kazensko ovadbo zaradi tatvine podal, saj naj bi RJ s pomočjo drugih protestnikov iz rok iztrgala transparent in ga odnesla, vrnila pa naj ga ne bi tudi po pozivih na prek družbenih omrežji. Zoper drugo osebo, ki naj bi bil vidnejši predstavnik protestnikov, pa je podal kazensko ovadbo zaradi grožnje, saj da naj bi z izjavo, da naj se RJ umaknejo, sicer jih dodo umaknili protivladni protestniki, spodbudil množico v nasilno obražunavanje in žaljenje skupine RJ, zaradi česar se je vlagatelj kazenske ovadbe počutil ogroženega.
Rumeni jopiči so zoper vse plačilne naloge 3. julija prek pravnega zastopnika vložili zahteve za sodno varstvo.
Rumeni jopiči so izsledke poročila o nadzoru ravnanja policije označili za razočaranje in napovedali, da bodo nadaljevali dokazovanje nezakonitosti in nestrokovnosti ravnanja policije s pravnimi sredstvi.
Rumeni jopiči so podpornike pozvali, naj jim prek prostovoljnih prispevkov pomagajo plačati sodne in odvetniške stroške. Donacije so zbirali prek računa Društva za promocijo tradicionalnih vrednot.
V odzivu na novico, da sta zaradi ukrepanja v zvezi z rumenimi jopiči dva policist prejela opozorilo pred odpovedjo, je vidni predstavnik rumenih jopičev izrazil nezadovoljstvo nad milostjo sankcij: "Odpoved pogodbe [...] edina možna opcija vse drugo je pljunek v obraz vsem domoljubom."
Odziv protestniškega gibanja
Predstavniki protivladnih protestnikov so v odzivu na incident izrazili mnenje, da gre pri odreditvi nadzora nad ravnanjem policije ob odstranitvi RJ za politično motiviran pritisk nad delom policije. Izpostavili so, da je policija brez podobnega oporekanja vodstva v preteklosti večkrat odstranjevala mirne protivladne protestnike.
Protestna ljudska skupščina je v odzivu na dogajanje navedla, da so se privrženci RJ pred začetkom prireditve prerinili na oder in tako ovirali izvedbo programa in dostop do opreme kljub več pozivom, naj se umaknejo. Kos opreme naj bi tudi poškodovali. Rumeni jopiči naj bi nato začeli odrivati protivladne protestnike, nekatere tudi tako, da so padli po tleh. Udeležence protivladnih protestov naj bi RJ tudi žalili in jim grozili. Prav tako so navedli, da naj bi v bljižini mesta shoda eden od RJ pljunil v enega od protestnikov in grozil več drugim. Vsaj trije protestniki naj bi zaradi fizičnih napadov oz. groženj RJ policiji podali uradne izjave. Po mnenju protestne ljudske skupščine je bil cilj provokacije netenje konflikta in izzivanje nasilnega odziva, zaradi česar da so policijo pozvali k odvedbi RJ in s tem poskušali preprečiti eskalacijo in hujše fizično nasilje. V protestni ljudski skupščini so pozvali k nadaljnji obravnavi RJ.
Odzivi predstavnikov vlade in policije
Po dogodku so se na incident odzvali generalni direktor policije Anton Olaj (ki je zapisal, da ukrepanje policije zoper skupino RJ zahteva "jasne odgovore javnosti" in povedal, da je »zadeva v fazi razčiščevanja«), notranji minister Aleš Hojs (ki je navedel, da se o zadevi pripravlja poročilo) in premier Janez Janša (ki je navedel, da je dogodek potrebno preiskati, saj da je policija RJ pridržala na povelje govorca protestnikov).
Notranji minister Hojs je po incidentu naznanil, da mora policija v prihodnje strožje ukrepati proti vsem neprijavljenim shodom: "Neprijavljenih shodov brez ustrezne reakcije policije ne smemo več tolerirati." Hojs je tudi izrazil osebno mnenje, da se mu je odhod RJ na kraj protivladnega protesta zdel nespameten ko pa bi se lahko raje udeležili uradne proslave na Trgu republike in misel pospremil s pripisom "[...] Ne meči biserov med svinje, pravi Sveto pismo in lahko bi sledili tej modrosti." Hojs je kasneje pojasnil, da ni želel za bisere označiti RJ in za svinje protivladnih protestnikov kot posameznike, temveč da je govoril o njihovih vrednotah, ki so jih protestniki po Hojsovem mnenju med drugim pokazali z motenjem državne proslave s hrupom (skupina Tukaj je Slovenija, ki jo je vodil govorec rumenih jopičev, je sicer leta 2011 prav tako priredila shod ob dnevu državnosti in nato s hrupom (med drugim z vzklikanjem »Za Slovenijo! Dol z vlado!«) zmotila državno proslavo).
Hojs je na svojem Twitter računu objavil pismo, v katerem domnevni pridržan privrženec RJ podaja svojo plat zgodbe. Hojs je ob objavi pripisal: "[...] Pisem druge strani ne prilagam, saj jih je moč povzeti v en stavek: Svinja sem jaz, drugih okoliščin ne pojasnjujejo."
Ostali odzivi
Policijski sindikat Slovenije je glede ukrepanja zoper RJ sporočil, da ne razpolagajo z informacijami, da bi policisti pri varovanju javnega shoda delovali nezakonito ali nestrokovno, poudarili zahtevnost in neenoznačnost policijskega dela in zagotovili, da bodo v sindikatu v primeru postopkov zoper člane sindikata tem nudili vso pravno in sindikalno varstvo.
Sindikat policistov Slovenije je v odzivu na nadzorni postopek navedel, da so v sindikatu prepričani, da so policisti ravnali strokovno in zakonito. Predsednik sindikata je ob tem zahteve po preiskavi ravnanja policije označil za nenavadne in izrazil sum, da so zahteve politično motivirane oz. da gre za nesprejemljiv politični pritisk. Prav tako je poudaril, da bodo v primeru nadaljnjih pritiskov na policiste te zaščitili z vsemi razpoložljivimi sredstvi. V SPS so svoje trditve utemeljili tudi na podlagi lastne analize posnetka dogodka. Rumeni jopiči so v odzivu na analizo posnetka SPS zapisali, da iz posnetka ni zares razvidno to, kar trdi SPS.
29. julija sta poslanec Socialnih demokratov Matjaž Nemec in predsednica SD Tanja Fajon zaradi rumenih jopičev in policijskega ukrepanja zoper rumene jopiče ter povezanim dogajanjem v policiji na novinarski konferenci napovedala sklic seje Komisije DZ za nadzor obveščevalnih in varnostnih služb (KNOVS) v zadnjem tednu avgusta. Po besedah Tanje Fajon so v Evropskem parlamentu nedavno prejeli obvestilo, naj se bolj aktivno soočajo z vzponom neonacizma in skrajno desnega ekstremizma v Sloveniji. Izpostavila sta domnevno krepitev neonacizma v času aktualne vlade Janševe vlade, povezanost rumenih jopičev z neonacizmom, domnevne povezave med rumenimi jopiči in posamezniki v oz. blizu vladi, in pa pomankljivo ukrepanje vlade zoper rumene jopiče in neonacizem. Po navedbah Nemca naj bi nekateri policisti zaradi ukrepanja zoper rumene jopiče v kratkem prejeli opomine pred odpovedjo delovnega razmerja. Na sejo KNOVS naj bi bila povabljena premier Janša, direktor policije Olaj, sekretar za nacionalno varnost Žan Mahnič in novinarji, ki so poročali o dani temi.
Policijski strokovni nadzor
Generalni direktor policije Anton Olaj je dan po incidentu (v soboto 26. junija) odredil interni nadzor policije zaradi odzivov v javnosti, ki da so izražali dvom o nepristranskosti obravnave prisotnih. Olaj je prav tako navedel, da je bilo ugotovljeno neskladje in različnost interpretacij ukrepanja policije ob primerjavi prvega poročila PU Ljubljana in kasnejše dopolnitve poročila ter pregleda javno dostopnih posnetkov incidenta na spletu. V ponedeljek 28. junija je Olaj sporočil, da so PU Ljubljana tega dne že obiskali štirje inšpektorji in omenil možnost, da bodo izsledki nadzora javnosti oznanjeni že naslednji ponedeljek. Poročilo o nadzoru je bilo pripravljeno 6. junija, predstavitev vsebine poročila pa je bila 9. junija; v vmesnem času je lahko pristojna policijska uprava na poročilo podala pripombe.
Po navedbah Mladine iz 2. junija naj bi Olaj zaradi nezadovoljstva s prvotnimi izsledki nadzora zahteval dopolnitev, vso dokumentacijo in posnetke policijskega ravnanja ter zasližanje odgovornih policijskih vodij. Po navedbah Dela iz 6. junija naj bi nekatere policiste, ki so pri sodelovali pri postopku zoper RJ in so bili predmet nadzora, ali ki so izražali pomisleke v zvezi z izvedbo nadzora, sankcionirali oz. opozorili in domnevno premestili. Policijski sindikat Slovenije je navedel, da morebitnih sankcij zoper policiste niso zaznali.
Poročilo o nadzoru je ukrepanje zoper RJ prepoznalo kot upravičeno. Nadzorniki so pregledali videoposnetke policijskih kamer in javno dostopne videoposnetke dogodka iz spleta ter zvočne posnetke policijske telefonske in radijske komunikacije. Nadzor je pokazal, da je vodstvo policijskega varovanja ukaz za odstranitev RJ podalo 16 sekund preden je policijo k temu pozval govorec protestnikov, zato vzrok za odstranitev ni mogel biti poziv iz vrst protestnikov. Razlog za ukaz za prisilno odstranitev RJ je bilo tveganje za množično kršitev javnega reda in miru ter hkrati neupoštevanje ukazov policistov, naj se oddaljijo od območja shoda (prisotni policisti so bili sicer deležni kritik zaradi nejasne podaje ukaza, saj kršiteljim niso pojasnili vzroka za ukaz in posledic ob neuresničitvi ukaza). Natančneje so RJ odrivali druge udeležence shoda in jih brcali (brce so zakrivali s transparentom), eden od RJ pa je protestnico, ki je grabila njihov transparent, večkrat udaril v glavo. Nadzorniki so pri pridržanih RJ prepoznali sum kaznivega dejanja preprečitve ali oviranja javnega shoda.
Hkrati je nadzor ugotovil, da policisti na prizorišču niso ukrepali tudi zoper vsaj 4 posameznike iz vrst protestnikov ki so prav tako zagrešili kršitve javnega reda in miru (dva sta npr. vlekla transparent RJ, prav tako je prišlo do klofutanja), pri čemer so bili morebitni vzroki za neukrepanje to, da posamezni prisotni policisti kršitev sploh niso opazili, in pa to, da so kršitve opazili, a niso ukrepali, ker niso prejeli takšnega ukaza. Policisti so ukrepanje zoper RJ utemeljili z dejstvom, da so bili RJ agresivnejši pri kršitvah, na kar se je Olaj odzval z navedbo, da za takšno razlikovanje med storilci ni pravne podlage. Nadzorniki so prav tako pri govorcu protesta prepoznali sum storitve kaznivega dejanja spodbujanja sovraštva, ker je RJ označil za »neonacistično zalego«.
Olaj je zanikal, da bi nadzor odredil zaradi umešavanja politike. Olaj je ob predstavitvi izsledkov nadzora navedel: »Nadzorniki so ugotovljene nepravilnosti in še druge opisali in predlagali, da se pristopi k ugotavljanju odgovornosti, s čimer se strinjam.« in »Sledi ugotavljanje odgovornosti. Če bomo zasledili, da gre za kršitve na področju delovnopravnih norm, bomo ustrezno izvedli tovrstne ukrepe. To bo naloga v naslednjih dneh, ko bomo pristopili k razčiščevanju teh okoliščin. Gre za ugotavljanje odgovornosti vseh, ki bi lahko bili negativno pri tem udeleženi. Enakost obravnave pred zakonom je zelo pomemben postulat. Prepričan sem, da bo od tega razčiščevanja tudi vnaprej drugače na javnih shodih in varovanju javnih shodov, ki bodo še sledili. Policija mora zagotavljati vsem, tudi tistim, ki imajo nasprotujoča si stališča, varnost. Če kateremu policistu to še ni jasno, mu bo jasno v prihodnjih dneh.«
Policija je zaradi incidenta prav tako odredila prenovo navodil o taktiki in metodi delovanja policije v primerih konfrontacije dveh ali več skupin na manjšem območju.
Po poročanju Dnevnika iz dne 31. julija naj bi se zoper policiste, vpletene v odstranitev rumenih jopičev s shoda, na policiji pirpravljalo izrek disciplinskih ukrepov (morebiti opozorilo pred odpovedjo delovnega razmerja). Sindikat policistov Slovenije je v odzivu na poročanje morebitne sankcije označili za nezakonite in za poseg v pravice iz delovnega razmerja ter pozval vse zaposlene v policiji, da se v primeru morebitnih postopkov delodajalca zaradi vpletenost v ukrepanje zoper rumene jopiče obrnejo na sindikat, ki jim bo nudil brezplačno pravno pomoč ne glede na članstvo v sindikatu. 4. avgusta je Policija potrdila, da sta dva vodilna policista PU Ljubljana zaradi ukrepanja v zvezi z rumenimi jopiči prejela opozorila pred odpovedjo, ki velja 1 leto. Medtem ko so policijski nadzorniki ravnanje sankcioniranih policistov ugotovili za zakonito, se je Olaj v obrazložitvi opozorila pred odpovedjo skliceval na sklep seje parlamentarnega odbora za notranje zadeve pod vodstvom Branka Grimsa (SDS), ki je sprejelo sklep o nedopustnosti dvojnih meril pri delu policije. V odzivu na Twitterju je Olaj ukrepe zoper vpletene policiste utemeljil s sklicevanjem na pomen enakopravnega zagotavljanja ustavne pravice svobode izražanja (ki naj bi bila kratena rumenim jopičem). Predsednik Sindikata policistov Slovenije je ukrep označil za primer političnega pritiska na policijo in za nevaren precedens ter izrazil mnenje, da ukrep ogroža zagotavljanje javnega reda in miru in nacionalne varnosti, saj bo policiste v podobnih okoliščinah vodil v neukrepanje iz strahu pred kariernimi sankcijami. Sekretar Policijskega sindikata pa je navedel, da se je v javnosti zaradi sankcij zoper policista ustvaril nevaren občutek pristranskosti odločitve vodstva policije, rekoč: »Ker gre lahko za zelo hud precedens v delovnopravni zakonodaji, moramo preučiti navedeno opozorilo ravno z namenom, da policisti ne postanejo žrtve političnih interesov, kar bi lahko ogrozilo varnost državljanov Slovenije«. Glede na navedbe sindikata sankcije postavljajo nevaren precedens, ki bi lahko vplival na varnost policistov predvsem v postopkih zoper ekstremistične skupine. Policijski sindikat Slovenije je zaradi sankcij zoper policiste zahteval dostop do gradiv o strokovnem nadzoru.
Glede na navedbe vodje parlamentarne komisije KNOVS Matjaža Nemca naj bi Olaj policijskim nadzornikom, ki so obravnavali ukrepanje policije zoper rumene jopiče, po odreditvi strokovnega nadzora izrazil svoja pričakovanja pred izvedbo nadzora in pred izdajo poročila. Olaj naj bi po besedah Nemca zaradi ukrepanja zoper rumene jopiče neuspešno želel sankcionirati še eno osebo.

### Junij 2021-april 2022: Aktivnosti ob protivladnih protestih
Privrženci RJ so 2. junija v spremstvu varnostnikov v sočasni vlogi novinarjev Nacionalne tiskovne agencije na protivladnemu protestu odeti v rumenih reflektivnih jopičih z logotipom medija izvajali intervjuje s protestniki.
21. avgusta so rumeni jopiči na Twitterju v odzivu na besedni obračun protivladnih protestnikov s premierjem Janšo in notranjim ministrom Hojsom povzali k ustanovitvi desne milice po vzoru domobranstva in "domoljube" pozvali, naj začnejo "militanstvo tiho sponzorirati in podpirati"; "[...] Ne rabite javno - tiho sponzorirajte, soustvarjajte milico." Na izjavo so se kritično odzvali nekateri vidni koalicijski in opozicijski politiki.
24. avgusta je STA poročala, da je član rumenih jopičev Urban Purgar na socialnem omrežju Twitter objavil fotografijo izpred doma vidnega protivladnega protestnika Jaše Jenulla in fotografijo pospremil z zapisom »Narod povejte, končam jaz to po hitrem postopku?« Jenull je v objavi prepoznal grožnjo in incident prijavil policiji.

#### Obravnava na seji KNOVS
25. avgusta je komisija za nadzor obveščevalnih in varnostnih služb (pod vodstvom poslanca SD Matjaža Nemca) izvedla zaprto sejo na temo delovanja skrajno desnih gibanj v državi. Seja se je osredotočila na delovanje rumenih jopičev in morebitne povezave rumenih jopičev z SDS oz. vlado. Na sejo sta bila povabljena preiskovalna novinarja Erik Valenčič (ki se je seje udeležil) in Anuška Delić. Na sejo sta bila povabljena tudi PV Janša in državni sekretar za nacionalno varnost Žan Mahnič, ki pa se seje nista udeležila. Slednjega je želel Nemec vprašati glede očitkov, da predstavlja vezni člen med rumenimi jopiči in vlado, kar je Mahnič v kasnejši izjavi zanikal. Za Knovs je izjavo izhajajoč iz očitkov komisije o pasivnosti policije pri obravnavanju desnega ekstremizma podal tudi generalni direktor policije Olaj; njegova izjava je bila po besedah Nemca izjemno skopa in ni podala odgovorov na vsa vprašanja komisije. Janša je v odzivu na sejo KNOVS obsodil izjavo rumenih jopičev o ustanavljanju milice. Mahnič je v izjavi izrazil prepričanje, da za rumenimi jopiči stoji Damir Črnčec, ki je sodeloval v vladi Marjana Šarca, Janša pa, da za njimi stojita Črnčec in stranka LMŠ. Rumeni jopiči so nato na Twitterju zapisali: "Lahko potrdimo [Janševo izjavo]. Črnčec nas je ustvaril in povedal kako naj delujemo. Denar ne vemo iz kje priteka, gre preko posrednikov, ampak verjetno vse poti vodijo do @StrankaLMS"

### April 2022-: Aktivnosti po koncu tretje Janševe vlade
Rumeni jopiči so 17. junija 2023 napadali udeležence Parade ponosa. Kasneje so se v objavi na socialnem omrežju bahali s fotografijo mavričnih zastav, ki naj bi jih ukradli udeležencem parade. Skupina treh moških je sicer na dan Parade ponosa napadla in lažje poškodovala dve udeleženki shoda, ločeno pa je bila napadena še ena oseba z mavrično zastavo. Policija je potrdila obstoj preiskave napada na udeleženki, kot tudi preiskave suma tatvine in suma dveh kršitev javnega reda in miru. O posameznih primerih napadov med in po Paradi so poročali tudi drugi udeleženci. Rumeni jopič Urban Purgar je na dan Parade ponosa glede nasilja nad LGBT skupnostjo zapisal: "Narod vas ne prenese. Ne vsiljujte se nam ali pa nosite posledice tega vsiljevanja."